# Parantica luciptena
Parantica luciptena är en fjärilsart som beskrevs av John Obadiah Westwood 1888. Parantica luciptena ingår i släktet Parantica och familjen praktfjärilar. Inga underarter finns listade i Catalogue of Life.